# 임성근 (군인)
임성근(1969년~)은 대한민국의 군인이었다.
1987년 해군사관학교 45기로 입교하여, 1991년 졸업과 함께 해병대 소위로 임관하였다. 해병대 1사단장 시절에 해병대 채상병 사망 사건이 발생하였는데 이에 대한 은폐 시도 의혹으로 인하여 입건되었다. 또한 이 과정에서 박정훈 대령에 대해서 직권남용과 강요 혐의를 했다고 주장하였다. 결국 해병대 제1사단장 보직에서 정책연수로 빠지게 되었으며, 2024년 11월에 해병대사령부 정책연구관으로 임명되며 전역의 수순을 밟게 되었다.

## 경력
- 해병대 제1사단 3연대 33대대 소대장, 작전보좌관
- 해병대 제2사단 8연대 작전주임장교
- 청와대 외교안보수석비서실 파견
- 해병대 제6여단 제63대대장
- 해병대 제2사단 제5연대장
- 한미연합군사령부 지휘통제실장
- 서북도서방위사령부 참모장
- 해병대 제6여단장
- 해병대사령부 참모장
- 해병대사령 부사령관[6]
- 해병대 제1사단장[7]
- 육군사관학교 화랑대연구소 정책연수[8][9]
- 해병대사령부 정책연구관